# Hamad bin Khalifa
Hamad bin Khalifa Al-Thani GColIH (em árabe: الشيخ حمد بن خليفة آلثاني; Doha, 1 de janeiro de 1952) foi o Emir do Catar de 27 de junho de 1995 a 25 de junho de 2013, após ter deposto o seu pai, Khalifa bin Hamad Al Thani, em um golpe de estado sem derramamento de sangue, sendo o até então xeque Hamad coroado em 20 de junho de 2000. A sua segunda esposa é Mozah bint Nasser Al Missned.
É graduado na Real Academia Militar de Sandhurst, no Reino Unido. Em 1971, foi proclamado príncipe herdeiro em 1977 e, ao mesmo tempo, foi nomeado Ministro da Defesa. No início da década de 1980, dirigiu o Conselho Supremo de Planejamento, que define a base política, econômica e social do Catar. Desde 1992, o Xeque Hamad foi selecionado para o Conselho do Catar e encarregou de gerenciar os assuntos do dia a dia do país. Ele também dirigiu a modernização do Catar, bem como os vastos recursos da indústria de petróleo e gás natural. Enquanto o seu pai, o emir Khalifa bin Hamad Al Thani, estava a viagem em Genebra, na Suíça, ele derrubou-o em um golpe sem mortos em 1995 e iniciou um processo de modernização do país.
Hamad Al Thani é conhecido no Ocidente por ter fornecido um local e financiamento para a famosa rede de televisão Al Jazeera. Por esta razão, o emir foi criticado pelo governo dos Estados Unidos supostamente por "tomar lados" na Guerra do Iraque e no conflito entre Israel e Palestina.
No entanto, Hamad foi o mais fiel aliado dos EUA no Oriente Médio e o Catar é lar de campi de universidades americanas no Oriente Médio por um projeto inovador da Fundação de educação da cidade, controlada pela segunda esposa do emir, Mozah bint Nasser Al Missned.
A 20 de abril de 2009 foi agraciado com o Grande-Colar da Ordem do Infante D. Henrique de Portugal.
Em junho de 2013, abdicou a favor de seu filho Tamim bin Hamad al-Thani, o novo chefe de estado.

## Casamentos e filhos
Sheik Hamad tem três esposas e vinte e quatro filhos, sendo onze filhos e treze filhas:
- Sua primeira esposa é Sheikha Mariam bint Muhammad Al-Thani, que é filha de seu tio paterno, Sheik Muhammad bin Hamad bin Abdullah Al Thani. Hamad e sua esposa tem dois filhos e seis filhas.
  - Sheikh Mishaal bin Hamad bin Khalifa Al-Thani
  - Sheikh Fahd bin Hamad Al-Thani
  - Sheikha Aisha bint Hamad bin Khalifa Al-Thani
  - Sheikha Fatima bint Hamad bin Khalifa Al-Thani
  - Sheikha Rawdah bint Hamad bin Khalifa Al-Thani
  - Sheikha Hessa bint Hamad bin Khalifa Al-Thani
  - Sheikha Mashael bint Hamad bin Khalifa Al-Thani
  - Sheikha Sara bint Hamad bin Khalifa Al-Thani
- Sua segunda esposa é Mozah bint Nasser al-Missned, a filha de Nasser bin Abdullah Al-Missned. Eles tem cinco filhos e duas filhas.
  - Sheikh Jasim bin Hamad bin Khalifa Al-Thani
  - Sheikh Tamim bin Hamad bin Khalifa Al-Thani
  - Sheikha Al-Mayassa bint Hamad bin Khalifa Al-Thani
  - Sheikh Joaan bin Hamad bin Khalifa Al-Thani
  - Sheikh Mohammed bin Hamad bin Khalifa Al-Thani
  - Sheikh Khalifa bin Hamad bin Khalifa Al-Thani
  - Sheikha Hind bint Hamad bin Khalifa Al-Thani
- Sua terceira esposa é sua prima em primeiro grau, Sheikha Noora bint Khalid Al-Thani, que é filha de seu tio paterno, Sheik Khalid bin Hamad Al Thani, que foi Ministro do Interior. Juntos eles tiveram quatro filhos e cinco filhas.
  - Sheikh Khalid bin Hamad bin Khalifa Al-Thani
  - Sheikh Abdullah bin Hamad bin Khalifa Al-Thani
  - Sheikh Thani bin Hamad bin Khalifa Al-Thani
  - Sheikh Al Qaqa bin Hamad bin Khalifa Al-Thani
  - Sheikha Lulwah bint Hamad bin Khalifa Al-Thani
  - Sheikha Maha bint Hamad bin Khalifa Al-Thani
  - Sheikha Dana bint Hamad bin Khalifa Al-Thani
  - Sheikha Alanoud bint Hamad bin Khalifa Al-Thani
  - Sheikha Mariam bint Hamad bin Khalifa Al-Thani

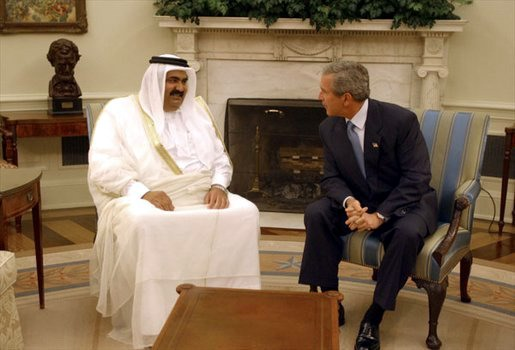
Com George W. Bush